# Kanton Annonay-1
Annonay-1 is een kanton van het Franse departement Ardèche. Het kanton maakt deel uit van het arrondissement Tournon-sur-Rhône. Het werd opgericht door het decreet van 13 februari 2014, met uitwerking op 22 maart 2015 met Annonay als hoofdplaats.

## Gemeenten
Het kanton omvat alle gemeenten van het opgeheven kanton Annonay-Nord plus één, namelijk :
- Annonay (deels, hoofdplaats)
- Boulieu-lès-Annonay
- Davézieux
- Saint-Clair
- Saint-Cyr
- Saint-Marcel-lès-Annonay
- Savas